# 마야 호크
마야 호크(Maya Hawke, 1998년 7월 8일 ~ )는 미국의 배우, 가수, 모델이다. 배우 이선 호크와 배우 우마 서먼의 딸이다. BBC 드라마 《작은 아씨들》을 통해 데뷔했으며, 넷플릭스 드라마 《기묘한 이야기》 시즌 3의 로빈 버클리 역으로 출연했다.

## 어린 시절과 학업
호크는 1998년 7월 8일 뉴욕시에서 배우 이선 호크와 우마 서먼의 장녀로 태어났다. 호크의 부모는 《가타카》 (1997) 촬영 중에 만나게 되어, 1998년 5월에 결혼을 했고, 2005년에 이혼을 했다. 호크의 남동생은 2002년에 태어났다. 호크는 아버지의 재혼한 부인 라이언 쇼휴스 (Shawhughes)에게서 태어난 배다른 자매들 (2008년생과 2011년생)이 있다. 또한 어머니의 전 약혼 상대인 금융가 아르파드 뷔송 사이에서 태어난 배다른 자매 (2012년생)가 있다
친가쪽으로, 호크는 고조부의 형제 중에 극작가 테네시 윌리엄스가 있다. 외가쪽에선, 호크는 불교학자 로버트 A. F. 서먼과 모델 네나 폰 슐레브뤼게의 손녀이다. 슐레브뤼게의 어머니, 비르기트 홀름크비스트 (Birgit Holmquist) 역시도 모델인데, 현재 스웨덴 스뮈게후크에 있는 악셀 에베 ( Axel Ebbe)의 청동상 Famntaget의 모델이었다.
호크는 난독증을 앓고 있어서, 초등학교 기간에 학교를 자주 옮겼고, 마침내 예술적인 창의성을 강조하고 성적 위주 수업을 하지 않는 브루클린의 사설 학교 세인트 앤스 스쿨에 등록했다. 이 학교의 예술적인 환경은 호크가 연기를 하게끔 이끌었다. 또한 런던에 있는 왕립 연극 예술 학교와 뉴욕에서 유명한 스텔라 아들러 스튜디오 오브 액팅에도 다녔다. 작은 아씨들에 참여하게 되면서 중퇴하기 이전에 줄리어드의 연기 학교를 1년간 다니기도 했다.

## 경력

### 모델 활동
어머니와 외할머니처럼, 호크는 경력 시작이 《보그》의 모델 활동이었다. 영국의 패션 브랜드 올세인츠의 2016/2017 컬렉션의 모델로 선정되기도 했다. 2017년에는 소피아 코폴라가 연출하는 캘빈 클라인의 속옷 캠페인 영상에서 모델 중 한 명으로 출연했다.

### 연기 활동
유니버셜 픽쳐스가 기획했던 인어 공주 실사화 각색 영화에서 당시 감독을 맡았던 소피아 코폴라는 주인공으로 마야 호크를 택했다. 그러나 제작사에서는 인지도가 더 나은 클로이 그레이스 모레츠를 선호했다. 이 문제와 다른 갈등들은 영화 제작 계획에서 코폴라의 하차로 이어졌다. 모레츠도 마찬가지로 하차했다.
2017년에 호크는 《작은 아씨들》을 각색한 BBC의 미니시리즈에서 조 마치로 데뷔했다. 호크의 가장 인지도를 얻은 배역은 2019년에 공개된 넷플릭스의 《기묘한 이야기》의 세 번째 시즌에서 로빈 버클리이라는 공동 주연 배역이었다. 로빈 역의 호크는 거대한 미스터리에 휘말리기 전에 동네 아이스크림 가게에서 동료로 나오는 조 키리가 연기한 스티브 해링턴 역과 함께 많은 장면에 나왔으며, 세 번째 시즌에서 인기있고 비평적으로 호평을 받은 캐릭터 듀오를 만들어냈다. 같은 해 여름에 퀜틴 타란티노의 영화 《원스 어폰 어 타임 인 할리우드》에 린다 캐서비언으로 출연했다.

### 음악
2019년 8월에 호크는 〈To Love A Boy〉와 〈Stay Open〉이라는 두 장의 싱글 앨범을 발매했다. 두 곡들은 호크와 그래미상 수상자 싱어송라이터 제시 해리스가 아직 제목이 정해지지 않은 호크의 정규 앨범 발매를 앞두고 작사 및 녹음한 것이다.

## 음반 목록
- Blush (2020)
- MOSS (2022)
- Chaos Angel (2024)

## 출연작
| 연도      | 제목                          | 배역            | 참고                                                            |
| --------- | ----------------------------- | --------------- | --------------------------------------------------------------- |
| 2017      | 작은 아씨들                   | 조 마치         | 텔레비전 미니시리즈                                             |
| 2018      | 레이디월드                    | 로미            | 영화                                                            |
| 2019      | 원스 어폰 어 타임 인 할리우드 | "플라워 차일드" | 영화                                                            |
| 2019-현재 | 기묘한 이야기                 | 로빈 버클리     | 주연 (시즌 3부터) 수상 – 새턴상 스트리밍 부문 여우조연상 (2019) |
| 2019      | 휴먼 캐피털                   | 섀넌            | 영화                                                            |
| 2020      | 메인스트림                    | 프랭키          | 영화                                                            |
| 2021      | 피어 스트리트 파트 1: 1994    | 헤더            | 영화                                                            |
| 2021      | Italian Studies               | 에린            | 영화                                                            |
| 2022      | 두 리벤지                     | 엘러너          | 영화                                                            |
| 2023      | 애스터로이드 시티             | 준 더글라스     | 영화                                                            |
| 2023      | 마에스트로 번스타인           | 제이미 번스타인 | 영화                                                            |
| 2024      | 인사이드 아웃 2               | 불안            | 목소리 출연 영화                                                |